# آنا پوسلوسکا
 آنا پوسلوسکا (به انگلیسی: Anna Poslavska) (زاده ۲۸ آوریل ۱۹۸۷) مدل اوکراینی است.
او در سال ۲۰۱۰ دختر شایسته اوکراین شد.